# Міксер

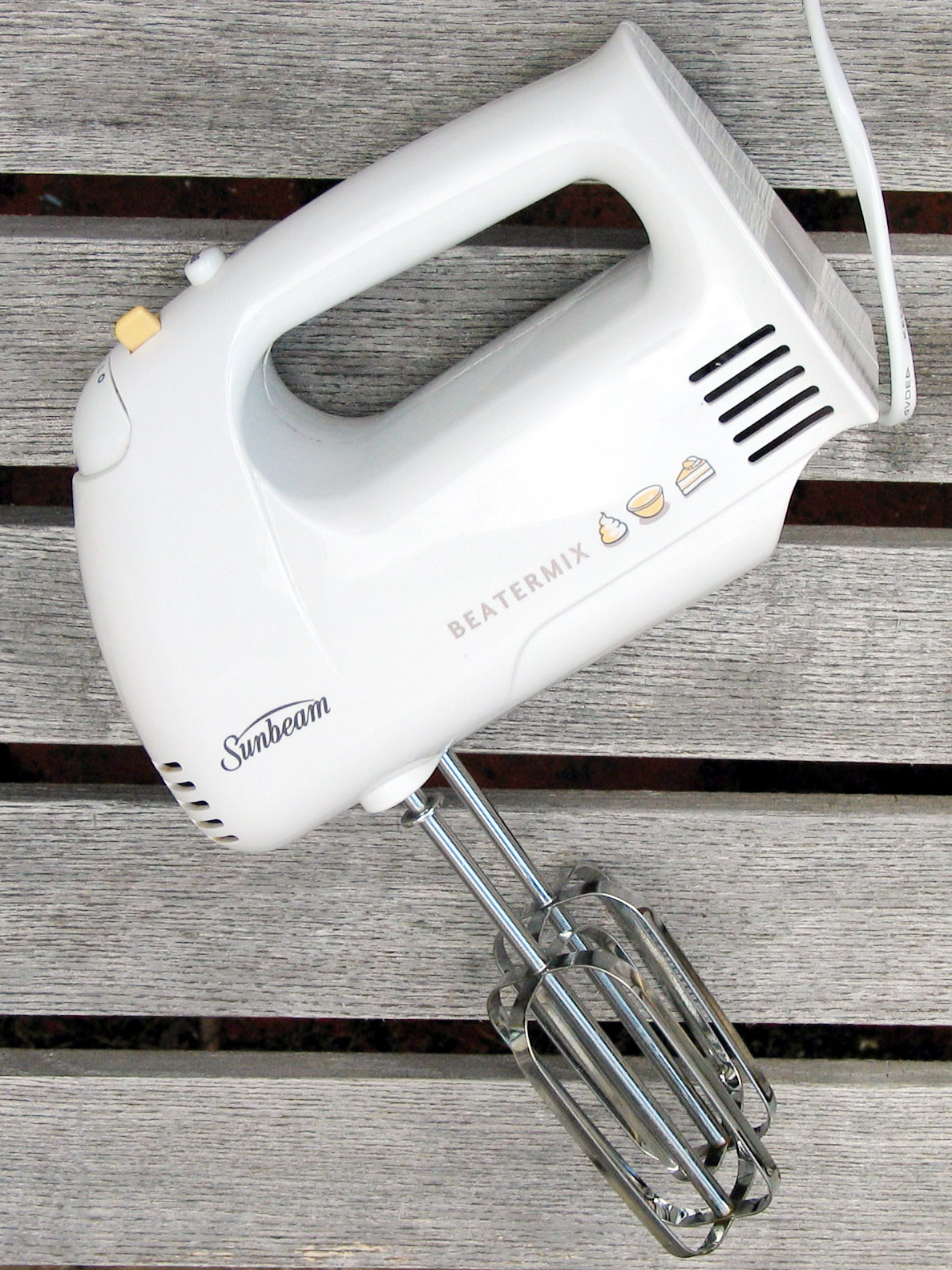
Електричний ручний міксер

Стаціонарний міксер з технологією планетарного змішування

Міксер (англ. mixer — «змішувач») — пристрій, що призначений для механічного перемішування, створення однорідної маси і її тимчасової підтримки різних за складом рідких і сипучих речовин. Українським відповідником є слово змішувач (наприклад: бетонозмішувач, розчинозмішувачі (будівельні)).

## Загальний опис
Зараз міксером називають і бетонозмішувач барабанного типу, змонтовану на шасі автомобіля, і малий побутовий прилад, призначений для збивання яєць, вершків, приготування напоїв, коктейлів, мусів, омлетів, рідкого тіста, пюре, соусів тощо. Міксери бувають стаціонарні й ручні (останні — більш поширені пристрої).
Ручний міксер являє собою компактний електричний прилад, пристосований для утримання однією рукою. Корпус міксера зазвичай виконується з пластмаси, всередині нього розташований електродвигун з редуктором, який приводить в рух двоє віночків-збивачів, розташованих так, що при обертанні їх лопаті рухаються по пересічних траєкторіях. Міксер, зазвичай, має кілька можливих швидкостей обертання двигуна, або плавне регулювання.
Також існують ручні міксери, що приводяться в дію обертанням ручки та професійні молочні міксери, що використовуються в барах.
Стаціонарний побутовий міксер має підставку з чашею, над якою встановлюється відкидна або знімна конструкція, аналогічна ручному міксеру (у деяких моделях вона нерухома, а чаша підіймається за допомогою важеля). Деякі моделі стаціонарних міксерів можуть від'єднуватися від підставки й використовуватися як ручні. Вісь обертання насадок зміщена щодо центру чаші, а рівномірне перемішування вмісту чаші досягається шляхом її обертання або за допомогою технології планетарного змішування (додаткове обертання насадок щодо центру чаші).
Міксер не слід плутати з блендером, який призначений не для змішування, а для подрібнення й оснащений замість віночків-збивачів лопатевими ножами. Водночас більшість сучасних моделей ручних міксерів забезпечується додатково насадкою-блендером, а також гаками для замісу густого тіста, іноді — насадками для нарізки та шаткування овочів і фруктів, кавомолкою тощо.
Міксери виробляють компанії BSH (під торговими марками Bosch, Siemens, Ufesa), Royal Philips Electronics (під маркою Philips), Zelmer SA (під маркою Zelmer) і багато інших.